# 羅名士
羅名士（1532年—？），字以旂，號春谷，河南汝寧府光州人，匠籍，明朝政治人物。同進士出身。

## 生平
嘉靖三十四年（1555年）乙卯科河南鄉試第十一名舉人。嘉靖四十四年（1565年）中式乙丑科進士。都察院观政，四十五年十二月授晋江县知县，为官省政，调查严明。在任九月，因丁忧离职。隆庆四年（1570年）八月復補饶阳县，六年十月升刑部主事，卒。

## 家族
曾祖羅綺；祖父羅秀；父羅新，庠生赠主事。前母黃氏，贈安人；母陳氏，封太安人。兄名儒（庠生）、弟名彦（庠生）。